# Нараянгандж-Садар
Нараянгандж-Садар (бенг. নারায়নগঞ্জ, англ. Narayanganj Sadar) — подокруг в центральной части Бангладеш в составе округа Нараянгандж. Образован в 1986 году. Административный центр — город Нараянгандж. Площадь подокруга — 100,75 км². По данным переписи 1991 года численность населения подокруга составляла 604 561 человек. Плотность населения равнялась 6001 чел. на 1 км². Уровень грамотности населения составлял 48,6 %. Религиозный состав: мусульмане — 91,98 %, индуисты — 7,93 %, прочие — 0,09 %.